# Instituto de Desarrollo Rural
El Instituto de Desarrollo Rural (Inder) es la institución del Estado costarricense encargada de liderar el desarrollo de las comunidades rurales de Costa Rica, responsable de ejecutar las políticas de desarrollo rural del Estado, cuya finalidad es mejorar las condiciones de vida de la población, mediante la articulación de esfuerzos y recursos de los actores públicos y privados, que tome en cuenta las dimensiones del desarrollo social, económico, ambiental, cultural e infraestructura.  
El Inder inició sus funciones el 29 de noviembre del año 2012, cuando entró a regir la Ley 9036 que transformó el Instituto de Desarrollo Agrario (IDA) en Inder. Los inicios del IDA se remontan a la creación del Instituto de Tierras y Colonización (ITCO) del 14 de octubre de 1961, luego reformada por la Ley n.º 6735 del 29 de marzo de 1982, conocida como Ley del IDA.
Más información sobre el Inder se puede encontrar aquí: www.inder.go.cr

## Los inicios: Instituto de Tierras y Colonización (ITCO)
Cumplidos 140 años de la llegada de la noticia de independencia a Costa Rica, el 14 de octubre de 1961 nace el Instituto de Tierras y Colonización (ITCO), mediante la Ley 2825, para procurar la justa distribución de la tierra, apoyar la producción y la mejora de la calidad de vida de los trabajadores de la tierra (campesinos). Para Seligson (1978), el ITCO estuvo atravesado por varias etapas en su evolución, cada uno con notorias características.  
El Instituto de Tierras y Colonización, ITCO, fue una institución fundamental para el desarrollo costarricense durante los años sesenta, en el esplendor de la Segunda República. Como bien lo cita Emma Gamboa, en la obra de Fabián Dobles cuando dice: “Pioneros de hacha y machete despejaron selvas, roturaron campos incultos y a la montaña arisca le abrieron la entraña y la hicieron maternal y habitable. En esa aborigen experiencia se arraiga nuestra heredad: el amor a la libertad, el decoro y la índole pacífica del pueblo costarricense.” En esa fase, al ITCO le correspondió trabajar por una justa distribución de la tierra y su productividad, elevando la condición social del campesino y haciéndolo partícipe y consciente del desarrollo agropecuario de la Nación. Institución insigne que contribuyo con la paz social, sui generis, en el contexto latinoamericano.  

## Instituto de Desarrollo Agrario (IDA)
Fase en la cual se consolidan los asentamientos humanos y el incremento de su oferta de servicios, que además de asistencia técnica e insumos para la producción brinda, en coordinación con otros actores del Estado y de la empresa privada, apoyo a las poblaciones de los asentamientos en servicios de atención en salud, educación, construcción de infraestructura hídrica, caminos, entre otros. Fue una contribución fundamental en la disminución de la pobreza y la desigualdad del país.  
Para atender la problemática de los asentamientos campesinos y brindar mayor seguridad económica a la institución7 , es que nace el Instituto de Desarrollo Agrario (IDA), mediante la Ley n.º 6735 el 29 de marzo de 1982. Con el IDA, se consolida el proceso de reordenamiento agrario de la época, buscando impulsar el desarrollo del medio rural y agropecuario, incorporando entre sus quehaceres la (obligatoria) coordinación entre las instituciones del Poder Ejecutivo y las entidades descentralizadas del Estado, a fin de focalizar recursos a los asentamientos y así poder invertir en la producción agrícola, educación, construcción de obras de infraestructura y salud, entre otros. De manera que, los habitantes de los asentamientos vivieran en mejores condiciones y que se favoreciera la actividad productiva. 
¿Por qué transformar el IDA? A pesar de los logros en la gestión del Instituto, el modelo de política pública para atender el medio rural, estaba llegando a su agotamiento y las críticas, retratadas por la evolución de las condiciones del medio rural, se centraban según Ávila (2013) en: 
- La carencia de mecanismos eficaces de articulación y coordinación de las acciones entre las instituciones del sector agropecuario y de otros sectores con el sector privado.
- La dinámica económica, social, cultural y ambiental, que obligaba a avanzar hacia el desarrollo de otras actividades generadoras de ingresos en la ruralidad y que estas actividades no comprometieran el ambiente ni los recursos naturales.
- Un esquema de ordenamiento agrario, inconsistente y sensible al auge del mercado de tierras que ha generado prácticas inapropiadas13. • Un enfoque exclusivamente agrario, obviando la dinámica cultural y las nuevas tendencias sociales y económicas, que confluyen en la ruralidad, caracterizada por la diversidad.
- Ausencia de mecanismos eficaces para incorporar en los procesos a los Gobiernos Locales y a la sociedad civil organizada. En el 2007, se generan una serie de eventos que desatan una crisis sobre el futuro de la Institución.

## Instituto de Desarrollo Rural (Inder)
Tras muchas discusiones en distintos ámbitos, el Gobierno de Costa Rica aprueba la transformación del IDA y se presenta en el 2007, ante la Asamblea Legislativa el proyecto de Ley de Transformación del IDA en Inder, bajo el expediente 17.214, el cual es finalmente aprobado el 22 de marzo del 2012 y publicado en el Diario Oficial La Gaceta el 29 de mayo del mismo año.  
La Ley 9036 Transformación del Instituto de Desarrollo Agrario (IDA), en el Instituto de Desarrollo Rural (inder), que instaura formalmente el Desarrollo Rural con enfoque territorial en Costa Rica. Define el marco institucional para facilitar la formulación, planificación, ejecución, seguimiento y evaluación de las políticas de Estado en esta materia, mediante la creación de los mecanismos de planificación, coordinación y ejecución del Desarrollo Rural en el país, con énfasis en los territorios de menor grado de desarrollo, según el artículo 1.  
La Ley 9036 designa la responsabilidad de la institución para delimitar y clasificar los territorios rurales, en consenso con los actores del territorio, instituciones y ministerios vinculados. Establece el territorio rural como base de la planificación y operación de políticas públicas. Conformado por uno o varios cantones o algunos de sus distritos, que presenten características comunes desde el punto de vista de su identidad cultural e histórica, su ecología, de sus actividades socioeconómicas, culturales y político-institucionales. Incorpora la figura del Consejo Territorial de Desarrollo Rural (CTDR), con representación público-privada, con funciones orientadoras y responsables de elaborar el Plan de Desarrollo Rural Territorial (PDRT).  
Paralelo al proceso de discusión, análisis y posterior aprobación de la Ley 9036, se efectuó la propuesta de delimitación de territorios, como espacios de actuación. Este proceso inició en el 2007 con una propuesta que fue retomada en el 2010 y hasta el 2012, cuando finalmente se obtiene una propuesta más consolidada que se presenta a Junta Directiva. 